# 双皮奶

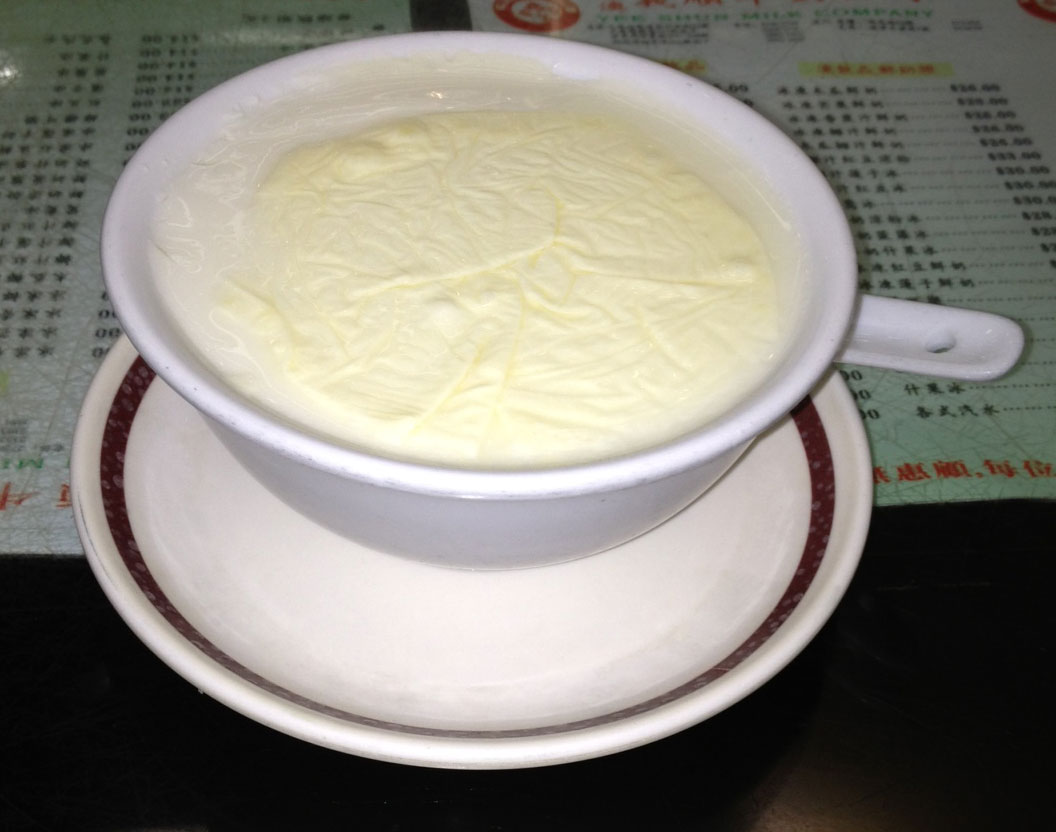
双皮奶

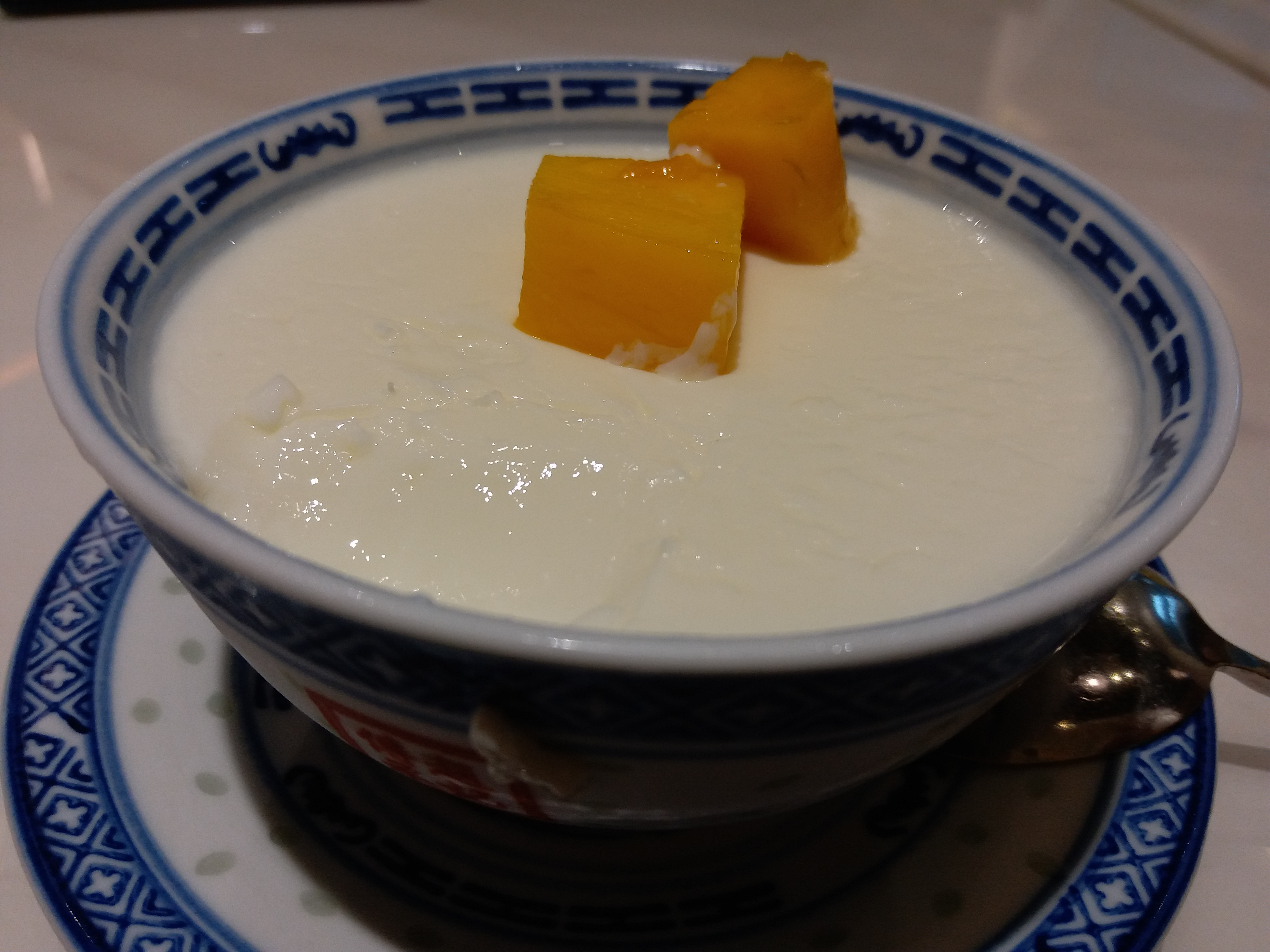
芒果雙皮奶

双皮奶、又称为雙皮燉奶，是一种中国华南地区的甜品。产于广东顺德，甘香嫩滑，别具一格。相傳是1890年代由居住於顺德大良的董婆婆發明。
雙皮奶在广东很著名。在澳門，以義順的雙皮奶最為馳名。在广州，以在20世纪40年代开始经营的南信甜品店最为知名。在順德，以仁信和民信最为著名。

## 制作方法
所謂“雙皮奶”，是指奶在煮的過程中製出兩層奶皮。基本的做法，是把水牛奶放进食具中炖滚后倒进小碗内，待冷却凝固成奶皮，再轻手倒出牛奶，让奶皮留下。之後再把倒出來的牛奶再作處理，然後倒回盛有奶皮的碗內。其中一種做法，會讓把再煮的奶倒在奶皮之上，讓兩者混合起來。另一種做法，是把奶倒在奶皮之下。
另将鲜奶加白糖搅匀后用罗斗滤去杂物，把调好奶蛋白的（亦有用蛋黃的）鲜奶倒入，用小碟子盖好，以防蒸汽滴落面上影响品質，隔水炖15分钟即成。双皮奶的特殊吃法有加上红豆、棗、莲子等等。在家製作的双皮奶没有店铺制作的爽滑，原因可能是順德是用本地的水牛產的水牛奶來製作。